# Marius Reiser
Marius Reiser (* 10. April 1954 in Gammertingen) ist ein deutscher katholischer Theologe, Philologe und Bibelwissenschaftler.

## Leben
Reiser ist in Gammertingen aufgewachsen und machte 1973 in Sigmaringen das Abitur. Danach studierte er in Tübingen und Paris Katholische Theologie, Sinologie und Klassische Philologie. Vor Antritt seiner Professur an der Johannes-Gutenberg-Universität in Mainz arbeitete Reiser als Seelsorger in einer Reutlinger Pfarrgemeinde und einem Krankenhaus.
Reiser ist seit 1978 verheiratet.

## Akademischer Werdegang
1983 wurde er an der Katholisch-theologischen Fakultät der Universität Tübingen promoviert und 1989 habilitierte er sich dort. Reiser war Wissenschaftlicher Assistent bei Gerhard Lohfink, der 1987 auf eigenen Wunsch aus dem Universitätsdienst ausschied, um in der  Katholischen Integrierten Gemeinde leben und arbeiten zu können. Reiser erhielt 1991 einen Ruf auf die Professur für Neues Testament am Fachbereich Katholische Theologie der Universität Mainz.
Seine Forschungen beziehen sich insbesondere auf die hellenistische Umwelt und Eschatologie des Neuen Testaments, auf Fragen der Philologie und der biblischen Hermeneutik.
Am 31. Oktober 2008 kündigte Marius Reiser an, dass er seine Professur zum Ende des Wintersemester 2008/09 niederlegen werde, weil er die Modularisierung und Nivellierung des Studienganges Katholische Theologie im Rahmen des Bologna-Prozesses nicht mittragen wolle. Zum 1. April 2009 gab er seine Professur tatsächlich auf und wurde aus dem Beamtenverhältnis entlassen. Neben Karl-Otto Edel ist Reiser der einzige Hochschullehrer, der öffentlich in dem Sinne gegen den Bologna-Prozess Stellung nimmt, dass er eine Rückkehr zum alten System befürwortet (dies bedeutet jedoch nicht, dass nicht auch andere Hochschullehrer den Bologna-Prozess kritisieren). Reiser ist Honorarprofessor an der Philosophisch-Theologischen Hochschule Benedikt XVI. in Heiligenkreuz.
2019 widmete ihm Gerhard Lohfink sein Buch Das Geheimnis des Galiläers. Ein Nachtgespräch über Jesus von Nazareth.

## Veröffentlichungen (Auswahl)
- Syntax und Stil des Markusevangeliums im Lichte der hellenistischen Volksliteratur (= WUNT Wissenschaftliche Untersuchungen zum Neuen Testament, Reihen 2: Band 11). Mohr, Tübingen 1984, ISBN 3-16-144765-4 (Dissertation Universität Tübingen 1983 XIV, 216 Seiten).
- Der Alexanderroman und das Markusevangelium. In: Hubert Cancik (Hrsg.): Markus-Philologie. Historische, literargeschichtliche und stilistische Untersuchungen zum zweiten Evangelium. Mohr, Tübingen 1984, S. 131–163, ISBN 3-16-144725-5.
- Die Gerichtspredigt Jesu. Eine Untersuchung zur eschatologischen Verkündigung Jesu und ihrem frühjüdischen Hintergrund. Neutestamentliche Abhandlungen NF 23. Aschendorff, Münster 1990, ISBN 3-402-04771-3.
- Erkenne dich selbst! Selbsterkenntnis in Antike und Christentum. In: Trierer Theologische Zeitschrift 101 (1992), S. 81–100
- Numismatik im Neuen Testament. In: Biblica 81 (2000), S. 457–488, Online
- Von Caesarea nach Malta. Literarischer Charakter und historische Glaubwürdigkeit von Act 27. In: Friedrich Wilhelm Horn (Hrsg.): Das Ende des Paulus. Historische, theologische und literaturgeschichtliche Aspekte. BZNW 106. de Gruyter, Berlin / New York, NY 2001, S. 49–74, ISBN 3-11-017001-9.
- Sprache und literarische Formen des Neuen Testaments. Eine Einführung. UTB 2197. Schöningh, Paderborn u. a. 2001, ISBN 3-8252-2197-0
- Geist und Buchstabe. Zur Situation der östlichen und der westlichen Exegese. In: Trierer Theologische Zeitschrift 110 (2001), S. 67–80
- Allegorese und Metaphorik. Vorüberlegungen zu einer Erneuerung der Väterhermeneutik. In: Franz Sedlmeier (Hrsg.): Gottes Wege suchend. Beiträge zum Verständnis der Bibel und ihrer Botschaft. Festschrift für Rudolph Mosis zum 70. Geburtstag. Echter Verl., Würzburg 2003, S. 433–465, ISBN 3-429-02515-X.
- Wie wahr ist die Weihnachtsgeschichte? In: Erbe und Auftrag 79 (2003), S. 451–463.
- Hat die spirituelle Exegese eine eigene Methode? In: Geist und Leben 77 (2004), Nr. 6, S. 430–443.
- Die Prinzipien der biblischen Hermeneutik und ihr Wandel unter dem Einfluss der Aufklärung. In: Moisés Mayordomo (Hrsg.): Die prägende Kraft der Texte. Hermeneutik und Wirkungsgeschichte des Neuen Testaments. Ein Symposium zu Ehren von Ulrich Luz. Stuttgarter Bibelstudien 199. Verl. Kath. Bibelwerk, Stuttgart 2005, S. 65–102, ISBN 3-460-04991-X
- Bibelkritik und Auslegung der Heiligen Schrift. WUNT 217. Mohr Siebeck, Tübingen 2007, ISBN 978-3-16-149412-3
- Bologna: Anfang und Ende der Universität. Forum Heft 80, Januar 2010, Deutscher Hochschulverband, Bonn 2010, ISBN 978-3-924066-92-5.
- Die Letzten Dinge im Licht des Neuen Testaments. Patrimonium, Heimbach/Eifel 2013. ISBN 3-86417-018-4.
- Der unbequeme Jesus. Biblisch Theologische Studien, Bd. 122, Neukirchener Verlagsgesellschaft, Neukirchen-Vluyn 2013, ISBN 978-3-7887-2542-6.
- "Und er wurde vor ihren Augen verwandelt". Fiktion und Wahrheit in neutestamentlichen Geschichtserzählungen. Verlag Herder, Freiburg im Breisgau 2021, ISBN 978-3-451-39160-6.
- Von Wolfartsweiler über den Orient nach Rom. P. Athanasius Miller OSB (1881–1963). Beuroner Kunstverlag, Beuron 2023, ISBN 978-3-87071-394-2.
- Jeanne d'Arc oder Die Jungfrau. Herder, München 2024, ISBN 978-3-451-39861-2.